# Storia della paria britannica
La storia della parìa britannica, il sistema di nobiltà presente nel Regno Unito, si estende negli ultimi mille anni. Le origini della paria sono oscure ma mentre i titoli di barone e conte forse precedono la stessa paria, i titoli di duca e marchese furono introdotti nel Regno d'Inghilterra nel XIV secolo. Il titolo di visconte arrivò più tardi, a metà del XV secolo. I pari si riunivano in Parlamento, formando la Camera dei lord.
Nel 1707 il Regno d'Inghilterra e il Regno di Scozia si unirono per formare il Regno di Gran Bretagna. Nel 1801 il Regno di Gran Bretagna e il Regno d'Irlanda si unirono per formare il Regno Unito di Gran Bretagna e Irlanda. Queste due unioni diedero vita rispettivamente alla paria di Gran Bretagna e alla paria del Regno Unito. I pari scozzesi e irlandesi non avevano automaticamente il diritto di sedere nella Camera dei lord e così eleggevano dei pari rappresentativi tra di essi.
I titoli erano in gran parte ereditari fino all'avvio della regolare creazione di pari a vita dalla seconda metà del XX secolo. L'ultima creazione di un pari ereditario non reale avvenne nel 1984; anche allora venne considerato un caso insolito. Conservano il diritto di sedere e votare nella Camera dei lord solo i pari a vita e 92 pari ereditari eletti. Il loro potere è limitato e si sta prendendo in considerazione un'ulteriore riforma della Camera dei lord.

## Origini feudali
La paria ereditaria, così come esiste ora, combina diverse istituzioni inglesi con delle analoghe provenienti da Scozia e Irlanda.
I conti inglesi sono un'istituzione anglosassone. Nel IX secolo il Regno del Wessex fu diviso in contee (shire) e tale sistema fu esteso al resto dell'Inghilterra quando i re del Wessex unificarono il paese. Ogni contea era governata da un conte (ealdorman). Intorno al 1014, le contee furono raggruppate in earldom, ciascuna delle quali era guidata da un notabile del posto, chiamato conte (earl); lo stesso uomo poteva essere il conte di diverse zone. Quando i Normanni conquistarono l'Inghilterra, continuarono a nominare conti, ma non per tutte le contee; il capo amministrativo della contea divenne lo sceriffo. Quello di conte all'inizio era un ufficio politico, con giurisdizione su una parte delle spese legali nella contea; gradualmente quello di conte divenne un titolo onorifico, con uno stipendio di £ 20 all'anno; come la maggior parte degli uffici feudali, quello di conte era ereditario ma i re chiedevano frequentemente ai conti di dimettersi o scambiarsi il titolo. Di solito c'erano pochi conti in Inghilterra ed erano uomini di grande ricchezza nella contea di cui detenevano il titolo, o in una adiacente, ma dipendeva dalle circostanze: durante la guerra civile tra Stefano e l'imperatrice Matilde, furono creati nove conti in tre anni.
Non vi furono duchi tra i regni di Guglielmo il Conquistatore ed Enrico II; erano essi stessi duchi in Francia. Quando Edoardo III d'Inghilterra si proclamò re di Francia, nominò i suoi figli duchi, per distinguerli dagli altri nobili, proprio come i duchi reali sono oggi distinti dagli altri duchi. Successivamente i re crearono marchesi e visconti per ottenere gradazioni d'onore più fini: questi ultimi due erano rispettivamente superiore e inferiore al titolo di conte.
Quando Enrico III o Edoardo I voleva raccogliere denaro tramite le tasse o cercava consigli dai suoi sudditi, ordinavano a grandi uomini di chiesa, conti e altri notabili di partecipare al Magnum Concilium; generalmente ordinava agli uomini minori delle città e delle contee di radunarsi e scegliere alcuni uomini che li rappresentassero. Per l'evoluzione di questo in un sistema di governo, vedi la voce Parlamento; l'ordine inglese dei baroni si evolse da quegli uomini ai quali era stato ordinato individualmente di partecipare ai lavori del Parlamento, ma non avevano nessun altro titolo; i rappresentanti scelti, costituivano la Camera dei comuni. Questo ordine di convocazione, chiamato writ, originariamente non era ereditario e non veniva neppure considerato un privilegio; il destinatario doveva recarsi al Magnum Concilium a proprie spese, votare le tasse su se stesso e sui suoi vicini, riconoscere di essere "tenens in capite del re" (che poteva costargli tasse speciali) e rischiare di essere coinvolto nella politica di corte o che il re gli chiedesse un prestito personale o una benevolenza. La tipologia di convocati variava da Concilium a Concilium; un uomo poteva essere convocato una sola volta e mai più o per tutta la vita. Il suo figlio ed erede avrebbe potuto non essere mai convocato.
Sotto Enrico VI d'Inghilterra, nel XV secolo, poco prima della guerra delle due rose, la partecipazione al Parlamento divenne più un privilegio. La prima rivendicazione del diritto ereditario a un writ proviene da questo regno; così come la prima patente, o carta, che proclamava un uomo barone; durante quel regno i cinque ordini iniziarono a chiamarsi pari; i possessori di titoli più antichi iniziarono a ricevere un onore maggiore rispetto ai pari dello stesso rango di nomina più recente.
Se un uomo possedeva un titolo, gli succedeva suo figlio; se non avesse avuto figli, gli succedeva suo fratello. Se avesse avuto una figlia sola, suo genero avrebbe ereditato le terre di famiglia e di solito la stessa paria; casi più complessi erano decisi a seconda delle circostanze. I costumi cambiarono nel tempo; quello di conte fu il primo titolo ad essere ereditario e si possono tracciare tre diverse regole per il caso di un conte che non lasciava figli ma che aveva diverse figlie sposate. Nel XIII secolo, il marito della figlia maggiore ereditava automaticamente i beni; nel XV secolo, il titolo tornava alla Corona che poteva riassegnarlo (spesso al genero maggiore); nel XVII secolo non sarebbe ereditato da nessuno a meno che tutte le figlie tranne una fossero morte senza discendenti, nel qual caso la figlia rimanente (o il suo erede) avrebbe ereditato.
Dopo che Enrico II divenne signore d'Irlanda, lui e i suoi successori iniziarono ad applicare anche lì il sistema inglese com'era ai loro tempi. I conti irlandesi furono creati per la prima volta nel XIII secolo e i Parlamenti irlandesi iniziarono a riunirsi con sette baroni del Parlamento nel XV secolo. I pari irlandesi si trovavano in una posizione politica particolare; poiché erano soggetti al re d'Inghilterra, ma pari di un regno diverso, potevano sedere nella Camera dei comuni inglese, cosa che molti fecero. Nel XVIII secolo, le parie irlandesi divennero premi per i politici inglesi, limitati solo dalla preoccupazione che potessero andare a Dublino e interferire con il governo irlandese.

## Scozia e Irlanda
Il Regno di Scozia sviluppò un sistema simile, con differenze nei dettagli. I primi conti scozzesi derivano dai sette mormaer, un titolo nato nella notte dei tempi; essi furono nominati conti dalla regina Margherita. Il Parlamento di Scozia era antico quanto quello inglese; l'equivalente scozzese del titolo di barone era chiamato lord del Parlamento.
L'Atto di Unione del 1707 tra il Regno d'Inghilterra e il Regno di Scozia, prevedevano che i futuri pari fossero pari di Gran Bretagna e che le regole relative ai pari dovessero seguire il modello inglese; poiché in proporzione c'erano molti più pari scozzesi, l'atto concesse ai pari scozzesi di eleggere tra di loro dei rappresentanti che sedessero nella Camera dei lord britannica. L'Atto di Unione del 1800 stabilì la creazione della paria del Regno Unito a condizione che potessero essere ancora creati titoli nella paria d'Irlanda; i pari irlandesi erano preoccupati che i loro titoli fossero diluiti in premi economici e insistettero sulla creazione di un titolo nella paria irlandese solo dopo l'estinzione di tre titoli irlandesi fino a quando non fossero rimasti solo cento titoli. All'inizio del XIX secolo, le creazioni irlandesi erano più frequenti di quanto consentito. La prassi era però destinata a cambiare; tra il 1863 e il 1898 furono creati solo tre titoli e dal 1898 non ne fu creato nessuno.

## Monarchi Plantageneti e Tudor
Il modo di convocare i baroni al Magnum Concilium fu influente nello sviluppo della paria. I dignitari ecclesiastici e i baroni maggiori venivano convocati da un atto di convocazione (writ of summons) emesso direttamente dal re, mentre i baroni minori venivano convocati attraverso gli sceriffi locali. Un tale sistema esisteva già nel 1164, quando Enrico II non emise una convocazione personale a Thomas Becket, arcivescovo di Canterbury, dopo che si era impegnato con lui in un conflitto sui diritti della Chiesa, ma la fece inviare tramite uno sceriffo. Per il resto del XII secolo la linea di demarcazione tra baroni convocati da lettere indirizzate a loro e baroni convocati attraverso gli sceriffi divenne ben definita, ma la Corona a volte sottoponeva arbitrariamente i baroni maggiori all'essere convocati tramite gli sceriffi. Nella Magna Carta re Giovanni, affermava che "faremo severamente convocare gli arcivescovi, i vescovi, gli abati, i conti e i baroni maggiori, dalle nostre lettere". Concordò anche che i baroni minori sarebbero stati "in generale convocati, attraverso i nostri sceriffi e ufficiali giudiziari".
I baroni maggiori continuarono a essere regolarmente convocati al Consiglio del re. Nel 1254, i baroni minori cessarono di partecipare al Magnum Concilium e presero a essere rappresentati da cavalieri, due dei quali scelti in ogni contea. Il Magnum Concilium alla fine si trasformò nel moderno Parlamento. Nel 1295 venne definito Model Parliament; i maggiori baroni e i prelati erano convocati individualmente, mentre ogni contea eleggeva due cavalieri e ogni città sufficientemente popolata eleggeva due borghesi. Alla fine gli alti prelati e i baroni formarono la Camera dei lord, mentre i cavalieri e i borghesi la Camera dei comuni.
La paria, tuttavia, non era un istituto ereditario. I re non si consideravano costretti a riconvocare la stessa persona, e tanto meno i suoi eredi, in futuri parlamenti. Quindi, le scritture venivano emesse secondo il desiderio del re. Nel corso del tempo, tuttavia, il potere arbitrario della Corona venne bloccato dai principi del diritto ereditario. Inizialmente, l'atto di convocazione era considerato un onere e un'interferenza ma in seguito, quando il potere del Parlamento aumentò, fu visto come un segno di favore da parte del re. Poiché la Corona era essa stessa una dignità ereditaria, sembrava naturale che lo fossero anche i seggi nella Camera alta del Parlamento. All'inizio del XIV secolo, la paria aveva evoluto le sue caratteristiche ereditarie. Dal momento che, nelle usanze normanne, la successione delle proprietà era regolata dal principio della primogenitura, anche per i seggi in Parlamento si iniziò a seguire questo sistema.
I baroni sedevano in Parlamento in virtù di una combinazione di mandato e di scritture di convocazioni a loro indirizzate. Se una donna deteneva una baronia, suo marito veniva chiamato in parlamento alla sua destra. Il concetto di baronia come dignità personale non legata alla terra sorse solo quando, intorno al 1388, re Riccardo II tramite lettera patente creò barone John Beauchamp. Lord Beauchamp era un barone non per diritto di possesso quanto piuttosto per volontà della Corona. Sia le lettere patenti che i writ of summons venivano utilizzati per creare dignità tra pari fino al regno di Enrico VIII, quando quest'ultimo metodo cadde in disuso. Alcune dignità tra pari, tuttavia, da allora furono create tramite writ of summons. Nella maggior parte dei casi, tali dignità tra pari vennero create quando un documento veniva inviato a un individuo pensando, erroneamente, che avesse diritto a una dignità tra pari in virtù di una lettera patente. La baronia di Strange è un esempio di dignità tra pari creata a causa di un errore.

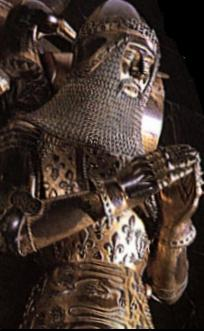
Edoardo il Principe Nero, duca di Cornovaglia, fu il primo duca creato nel Regno d'Inghilterra. Quella dell'immagine è l'effigie sopra la sua tomba nella cattedrale di Canterbury.

Sembra che i conti sedessero in Parlamento in virtù delle loro baronie e non delle loro contee. La separazione delle due dignità sembra essere sorta dopo l'avvento dell'uso delle lettere patenti per creare dignità tra pari. In alcuni casi, un barone che possedeva una dignità creata da un atto di comparizione fu creato conte e le due dignità in seguito si separarono, la baronia veniva ereditata dal parente più prossimo mentre la contea veniva ereditata dall'erede maschio più prossimo.
Inizialmente, i conti e i baroni erano gli unici ranghi della paria. Gli altri ranghi si svilupparono nei secoli XIV e nel XV. Nel 1337, Edoardo il Principe Nero, fu creato duca di Cornovaglia, avendo la precedenza su tutti i conti. I ducati furono riservati ai membri della famiglia reale fino al 1387, quando Robert de Vere, nono conte di Oxford, favorito di Riccardo II, fu creato duca d'Irlanda a vita. De Vere era stato precedentemente creato marchese di Dublino a vita, rendendolo la prima persona a detenere una dignità di tale rango tra duchi e conti. Successivamente non furono creati molti marchesati; il marchese di Winchester, la cui dignità fu creata nel 1551, è l'unico marchese della paria d'Inghilterra a non possedere anche un ducato. Il titolo di visconte fu introdotto dall'Europa nel 1440, quando John, barone Beaumont, fu creato visconte Beaumont, con precedenza tra conti e baroni.
Durante il regno di Enrico VIII, i pari tentarono di consolidare e assicurare la propria posizione. Si dichiararono "nobilitati nel sangue" e suggerirono che nessun titolo poteva essere dichiarato estinto se non con un atto del Parlamento a causa dell'assenza di eredi o di decadenza per tradimento o un altro crimine. I lord spirituali avevano tentato di assicurarsi i privilegi della paria mantenendo i loro privilegi ecclesiastici, ma persero in entrambi i tentativi. Nondimeno, essi costituirono la maggioranza nella Camera dei lord fino alla dissoluzione dei monasteri, che rimosse gli abati e i priori dalla Camera. Successivamente, i lord temporali formarono per la prima volta la maggioranza nella Camera.

## Monarchi Stuart
Nel 1603 re Giacomo VI di Scozia divenne anche re d'Inghilterra. La paria di Scozia cominciò a essere soggetta a molti degli stessi principi della paria d'Inghilterra anche se molte peculiarità della legge scozzese continuano ad applicarsi ancora oggi. La Scozia, come l'Inghilterra, aveva baronie più o meno piccole, così come le contee. C'era solo un duca in Scozia: il duca di Rothesay, l'erede apparente alla Corona. La debolezza della Corona scozzese aveva permesso ai baroni feudali minori di continuare a frequentare le proprietà reali scozzesi, o il Parlamento, fino al XV secolo. Successivamente, solo i conti e i lord del Parlamento (i baroni più importanti) venivano convocati. In Scozia, la paria rimase legata alla terra fino a dopo l'Unione. Ogni creazione era accompagnata da una concessione di terre; qualche volta, una paria e le terre a essa associate potevano essere scambiate con un'altra paria e le sue terre. Dopo l'Unione delle Corone, tuttavia, il concetto di paria come dignità personale, e non come dignità apposta sulla terra, prese piede anche in Scozia.
Giacomo I aveva scarse relazioni con il Parlamento inglese. Esso era infatti meno accondiscendente di quello scozzese. Per raccogliere fondi senza aumentare le tasse, il monarca iniziò a vendere titoli. Ad esempio, le persone che pagavano £ 1095 potevano ottenere la dignità ereditaria di baronetto. Persino le dignità di pari furono vendute. In questo modo Giacomo I aggiunse 62 pari a un corpo che ne contava 59 all'inizio del suo regno. I suoi successori Stuart non furono meno profusi.

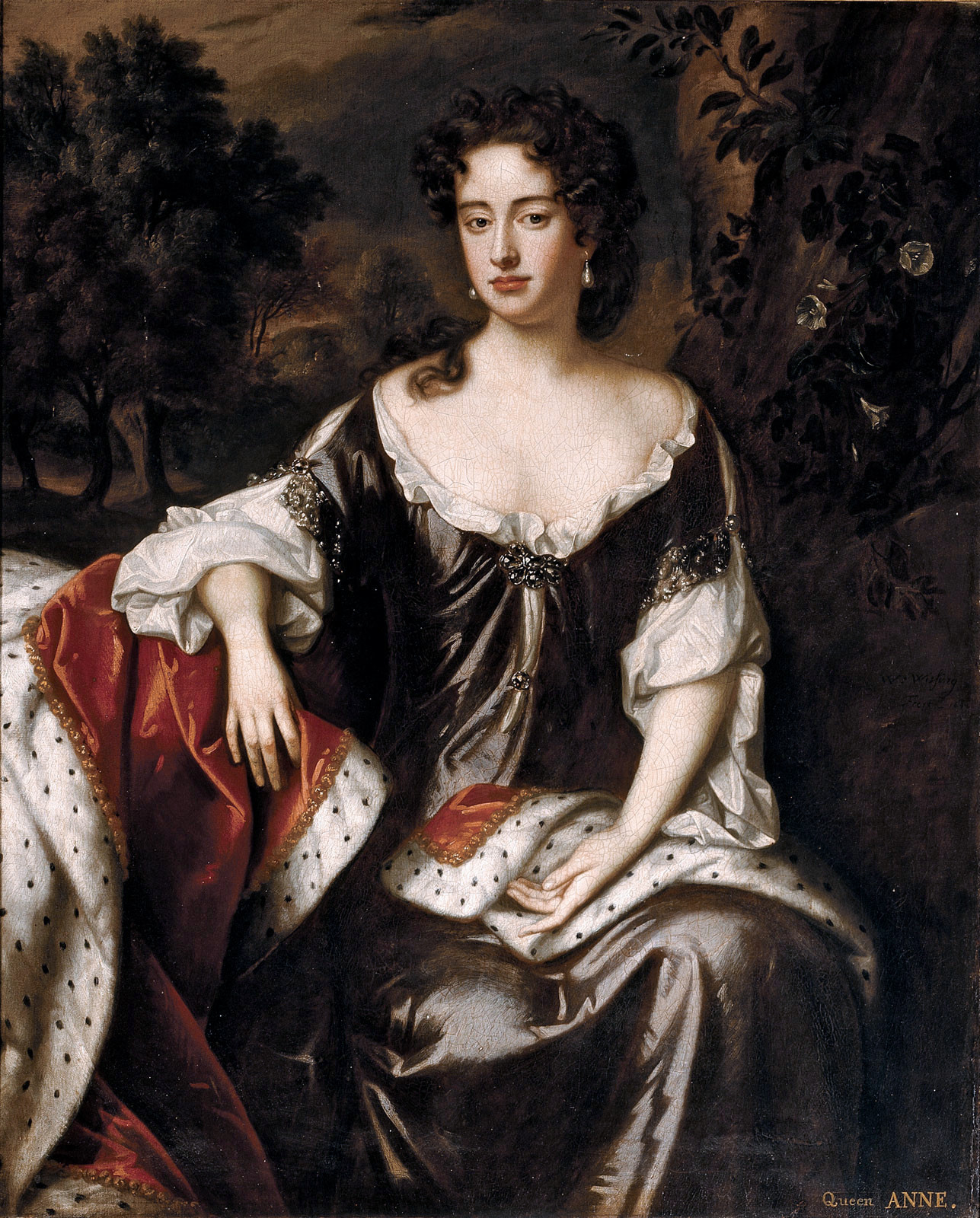
La regina Anna creò dodici pari in un giorno.

La posizione dei nobili fu messa in discussione dopo la Rivoluzione inglese che rovesciò Carlo I. Nel 1648 la Camera dei comuni approvò una legge che aboliva la Camera dei lord "scoprendo per esperienza troppo lunga che la Camera dei lord è inutile e pericolosa per il popolo inglese". La paria non venne però abolita e i pari avevano il diritto di essere eletti all'unica Camera del Parlamento rimasta. Oliver Cromwell, dittatore de facto, in seguito trovò conveniente ristabilire una seconda camera per ridurre il potere dei Comuni. Furono emesse una sessantina di convocazioni, simili a quelle emesse per convocare i lord nella Camera. Le persone così convocate si chiamavano lord ma le loro dignità non erano ereditarie. L'esperienza fu breve. Subito dopo l'istituzione di questo corpo, Cromwell sciolse il Parlamento, prendendo il potere nelle sue mani come lord protettore.
Poco dopo la morte di Cromwell, la monarchia fu restaurata, così come la Camera dei lord. Il re Carlo II continuò nella tendenza di famiglia di creare copiosamente nuovi titoli, persino eclissando le figure del regno di Giacomo I. Molte di queste dignità andarono ai figli illegittimi avuti con le sue amanti. Il regno di Carlo II fu segnato anche dalla persecuzione dei cattolici romani dopo che Titus Oates, mentendo, affermò che esisteva un "complotto papista" per uccidere il re. I pari cattolici furono ostacolati dalla Camera dei lord perché furono costretti, prima di prendere parte ai lavori, a recitare una dichiarazione che denunciava alcune delle dottrine della Chiesa romana come "superstiziose e idolatriche". Queste disposizioni non sarebbero state abrogate fino al 1829.
Il successivo grande evento nella storia della paria avvenne nel 1707, quando il Regno d'Inghilterra e il Regno di Scozia si unirono per formare il Regno di Gran Bretagna. All'epoca c'erano 168 pari inglesi e 154 pari scozzesi. I pari inglesi non desideravano che il loro ruolo individuale nella Camera dei lord diminuisse quindi accettarono di consentire alla Scozia di eleggere solo sedici pari rappresentativi per legislatura che sedessero nella Camera. Dopo l'Unione, cessarono le creazioni sia nel paria d'Inghilterra che nella paria di Scozia e tutti i nuovi titoli furono creati nella paria di Gran Bretagna.
Il potere individuale dei pari, tuttavia, si ridusse man mano che venivano creati più titoli. Ad un certo punto, la regina Anna creò dodici pari in un giorno per ottenere la maggioranza che permetteste una festa di corte. In risposta all'aumento delle creazioni, la Camera dei lord propose un disegno di legge per limitare i suoi numeri nel 1719, ma esso fu bocciato dalla Camera dei comuni.

## Monarchi Hannover
Con l'approvazione da parte del Parlamento dell'Act of Settlement del 1701 fu stabilito che la Corona, dopo la morte della regina Anna, sarebbe passata a Giorgio, elettore di Hannover, il suo parente protestante più vicino, scavalcando circa altre 50 persone nella linea di successione. Mentre il potere del monarca si spostava lentamente al Parlamento, le dignità dei pari venivano conferite per volere dei ministri, e non più a piacere della Corona.
Il regno di re Giorgio III è di particolare rilievo nella storia della paria. La crescita del numero di titoli fu senza precedenti: quasi 400 pari furono creati durante il suo regno.
Lord North e William Pitt il Giovane erano particolarmente liberali nel dispensare dignità tra pari, un sistema usato per ottenere maggioranze nella Camera dei lord. Divenne evidente che la rappresentanza dei pari scozzesi era inadeguata: essi continuavano a eleggere solo sedici pari, mentre il numero di pari britannici era aumentato enormemente. Per giustificare questa carenza di rappresentanza, a diversi pari scozzesi fu concesso un titolo nella paria di Gran Bretagna dando loro il diritto di sedere nella Camera dei lord.
Nel 1801 il Regno di Gran Bretagna e il Regno d'Irlanda si unirono per formare il Regno Unito di Gran Bretagna e Irlanda. L'Irlanda ottenne il diritto di eleggere 28 pari irlandesi che sedessero nella Camera dei lord come pari rappresentativi. Diversamente dall'Unione di Scozia e Inghilterra, la Corona mantenne il diritto di creare una nuova dignità nella paria d'Irlanda ogni volta che se ne estinguevano tre, fino a quando il numero di pari irlandesi senza una paria britannica fosse arrivata a cento. Ulteriori creazioni sarebbero state autorizzate con la stessa frequenza se necessarie per mantenere quel numero. Poiché i pari irlandesi non avevano automaticamente diritto alla rappresentanza nei lord, una persona poteva essere creati pari nella paria irlandese in modo da onorarla senza gonfiare ulteriormente il numero di membri della Camera dei lord. Dopo l'Unione vi furono solo 21 creazioni di nuovi pari irlandesi; tutti gli altri nuovi pari creati dopo il 1801 facevano parte della paria del Regno Unito.
Nel 1832 fu approvato il Reform Act. Tra le altre cose questa legge abolì i cosiddetti "borghi putridi", ovvero le circoscrizioni elettorali quasi disabitate. Un esempio di queste era Old Sarum, il primo insediamento che dette poi origine alla città inglese di Salisbury, che contava sette elettori. Tali collegi erano spesso "posseduti" dallo stesso deputato che veniva rieletto quasi sempre. La legge e ulteriori atti ridussero l'influenza dei pari nella camera bassa e quindi il loro potere politico complessivo.
Un importante sviluppo del XIX secolo fu l'istituzione dei lord of appeal in ordinary. Nel 1856 si riteneva necessario aggiungere un pari legalmente qualificato alla Camera dei lord: i lord esercitavano infatti determinate funzioni giudiziarie ma non includevano necessariamente un numero sufficiente di nobili esperti di diritto. Affinché il numero di pari ereditari non fosse ulteriormente aumentato, la regina Vittoria nominò Sir James Parke, un barone dello Scacchiere, barone Wensleydale a vita. I lord si rifiutarono di ammetterlo, ritenendo che nient'altro che un atto del Parlamento potesse cambiare la fondamentale caratteristica ereditaria dei lord. La sovrana gli concesse allora un titolo ereditario. In seguito furono introdotti progetti di legge che consentissero la creazione di parie a vita, ma questi fallirono. Solo nel 1876, venti anni dopo il caso Wensleydale, fu approvata la legge sulla giurisdizione d'appello, che autorizzava la nomina di due lord of appeal in ordinary (law lord) che entrassero a far parte della Camera dei lord come baroni. Essi mantenevano il titolo di barone a vita ma sedevano nella Camera solo fino a quando non si ritiravano dall'ufficio giudiziario. Nel 1887 fu loro permesso di continuare a sedere nella Camera per tutta la vita; il numero di law lord aumentò progressivamente dopo ulteriori promulgazioni.

## Monarchi Sassonia-Coburgo-Gotha e Windsor
Nel XX secolo, i pari furono quasi sempre creati per premiare il merito politico e le creazioni divennero molto più comuni. La paria cessò di essere associata alla ricchezza o alla proprietà terriera. All'inizio del secolo, tuttavia, tali associazioni rimasero presenti ancora per qualche tempo. Nel 1909, il Cancelliere dello Scacchiere David Lloyd George propose l'introduzione di una tassa fondiaria a cui i pari proprietari terrieri si opponevano. La Camera dei lord quindi respinse la legge bilancio. Dopo le elezioni generali del gennaio del 1910, il governo propose in Parlamento un disegno di legge volto a ridurre i poteri dei lord. Quando essi tentarono di bloccare la legge, il primo ministro Herbert Henry Asquith, minacciò che avrebbe proposto al re di creare 250 pari liberali per neutralizzare la maggioranza conservatrice nella Camera dei lord. I lord quindi approvarono il Parliament Act 1911 che prevedeva che i lord potessero solamente sospendere ma non respingere la maggior parte dei progetti di legge.
Più tardi nello stesso decennio fu approvato il Titles Deprivation Act. Alcuni pari britannici stavano infatti combattendo contro gli inglesi nella prima guerra mondiale; la legge permise la sospensione dei loro titoli. Nel 1919, a tre pari - il principe Carlo Edoardo di Sassonia-Coburgo-Gotha, duca di Albany, conte di Clarence e barone Arklow; Ernesto Augusto di Hannover, duca di Cumberland e Teviotdale e conte di Armagh e Henry Taaffe, XII visconte Taaffe - fu sospesa la dignità. I loro successori potevano presentare una petizione per la restaurazione del titolo ma nessuno scelse di farlo.
Un altro problema degli anni '20 fu l'ammissione delle donne alla Camera dei lord. Il Sex Disqualification (Removal) Act del 1919 prevedeva che "una persona non deve essere squalificata a causa del sesso o del matrimonio dall'esercizio di alcuna funzione pubblica". Nel 1922, Margaret Haig Thomas, II viscontessa Rhondda, una pari suo jure, tentò di entrare nella Camera dei lord. Sebbene i lord of appeal in ordinary avessero dichiarato che essa fosse legalmente ammissibile, lady Rhondda non fu ammessa in base a una decisione del comitato per i privilegi. Molti conservatori erano infatti contrari all'ammissione delle donne nella Camera dei lord. I liberali, nel frattempo, pensavano che l'ammissione di pari ereditarie avrebbe esteso il principio ereditario che detestavano. Tale ammissione fu sostenuta nella Camera per molti anni da Waldorf Astor, II visconte Astor, la cui moglie lady Nancy Astor, fu la prima donna a sedere nella Camera dei comuni.
Le donne furono infine ammesse nella Camera dei lord nel 1958. Il Life Peerages Act approvato quell'anno permise la creazione di parie a vita per uomini e donne su base regolare. Le pari ereditarie furono ammesse nel 1963 ai sensi della Peerage Act. Questa legge consentiva inoltre ai lord di escludere i pari ereditari entro un anno dalla loro successione o dal raggiungimento della maggiore età (se avevano ereditato il titolo da minorenni). A tutti i pari scozzesi ammissibili fu permesso di sedere nella Camera dei lord e quindi le elezioni per i pari rappresentativi cessarono. Le elezioni per i pari rappresentativi irlandesi erano già terminate nel 1922, quando la maggior parte dell'isola divenne un dominion indipendente, lo Stato Libero d'Irlanda.
Le parie ereditarie continuarono a essere create dopo il 1958 ma quando nel 1964 Harold Wilson, leader del Partito Laburista, divenne Primo ministro, cessò di raccomandare la creazione di parie ereditarie e nessuno dei suoi successori, né Edward Heath (del Partito Conservatore) né James Callaghan (del Partito Laburista), raccomandarono creazioni di parie ereditarie. Da allora, i pari ereditari vengono creati regolarmente solo all'interno della famiglia reale. Margaret Thatcher, conservatrice, rianimò brevemente la pratica della creazione di parie ereditarie mentre era Primo ministro: nel 1983 George Thomas venne creato visconte Tonypandy e William Stephen Whitelaw ricevette il titolo di visconte Whitelaw. L'anno successivo l'ex premier Harold Macmillan venne creato conte di Stockton. I primi due titoli si estinsero alla morte dei primi possessori mentre il titolo di conte di Stockton sopravvive. Il marito della premier, Denis Thatcher, ricevette il titolo ereditario di baronetto mentre sua moglie fu creata baronessa a vita su raccomandazione del suo successore, John Major.
Le parie ereditarie continuano a essere create per i membri della famiglia reale, in genere in occasione del loro matrimonio. Il principe Andrea fu creato duca di York nel 1986, il principe Edoardo conte di Wessex nel 1999, il principe William duca di Cambridge nel 2011, il principe Henry duca di Sussex nel 2018 e il principe Edoardo conte di Forfar nel 2019.
Dopo che il Partito Laburista salì al potere nel 1997, il premier Tony Blair avviò un'ulteriore riforma della Camera dei lord. Ai sensi dell'House of Lords Act del 1999, i pari ereditari persero il diritto automatico di sedere nella Camera. La legge prevedeva esenzioni per il conte maresciallo, il lord gran ciambellano e altri novanta pari eletti. Molti propongono un'ulteriore riforma della Camera.